# Ligne Kita-Shinano
La ligne Kita-Shinano (北しなの線, Kita-Shinano-sen) est une ligne ferroviaire de la compagnie Shinano Railway située dans les préfectures Nagano et Niigata au Japon. Elle relie la gare de Nagano à Nagano à la gare de Myōkō-Kōgen à Myōkō.

## Histoire
La ligne ouvre en 1888 et fait partie alors de la ligne principale Shin'etsu.
Le 14 mars 2015, à l'occasion de l'ouverture de la ligne Shinkansen Hokuriku jusqu'à Kanazawa, la section de la ligne principale Shin'etsu entre Nagano et Myōkō-Kōgen est transférée de la JR East à Shinano Railway. La section devient la ligne Kita-Shinano.

## Caractéristiques

### Ligne
- longueur : 37,3 km
- écartement des voies : 1 067 mm
- nombre de voies : 1
- électrification : 1 500 V CC
- vitesse maximale : 95 km/h

### Services et interconnexions
La ligne est parcourue par des trains omnibus.
Les trains de la ligne Iiyama empruntent la ligne entre Toyono et Nagano. A Nagano, quelques trains continuent sur la ligne principale Shin'etsu (services de la ligne Shinano Railway).
La ligne est également parcourue par des trains de fret.

### Liste des gares
| Gare        | Nom japonais | Distance depuis Nagano (km) | Correspondances                                                                                              | Localisation | Localisation          |
| ----------- | ------------ | --------------------------- | --- | ------------ | --------------------- |
| Nagano      | 長野         | 0                           | JR East : Shinkansen Hokuriku, Shin'etsu Shinano Railway : Shinano Railway (interconnexion) Nagaden : Nagano | Nagano       | Préfecture de Nagano  |
| Kita-Nagano | 北長野       | 3,9                         | Nagaden : Nagano (à Shinano-Yoshida)                                                                         | Nagano       | Préfecture de Nagano  |
| Sansai      | 三才         | 6,8                         | | Nagano       | Préfecture de Nagano  |
| Toyono      | 豊野         | 10,8                        | JR East : Iiyama (interconnexion)                                                                            | Nagano       | Préfecture de Nagano  |
| Mure (ja)   | 牟礼         | 18,6                        | | Iizuna       | Préfecture de Nagano  |
| Furuma      | 古間         | 25,1                        | | Shinano      | Préfecture de Nagano  |
| Kurohime    | 黒姫         | 28,9                        | | Shinano      | Préfecture de Nagano  |
| Myōkō-Kōgen | 妙高高原     | 37.3                        | ETR : Myōkō Haneuma                                                                                          | Myōkō        | Préfecture de Niigata |

## Materiel roulant

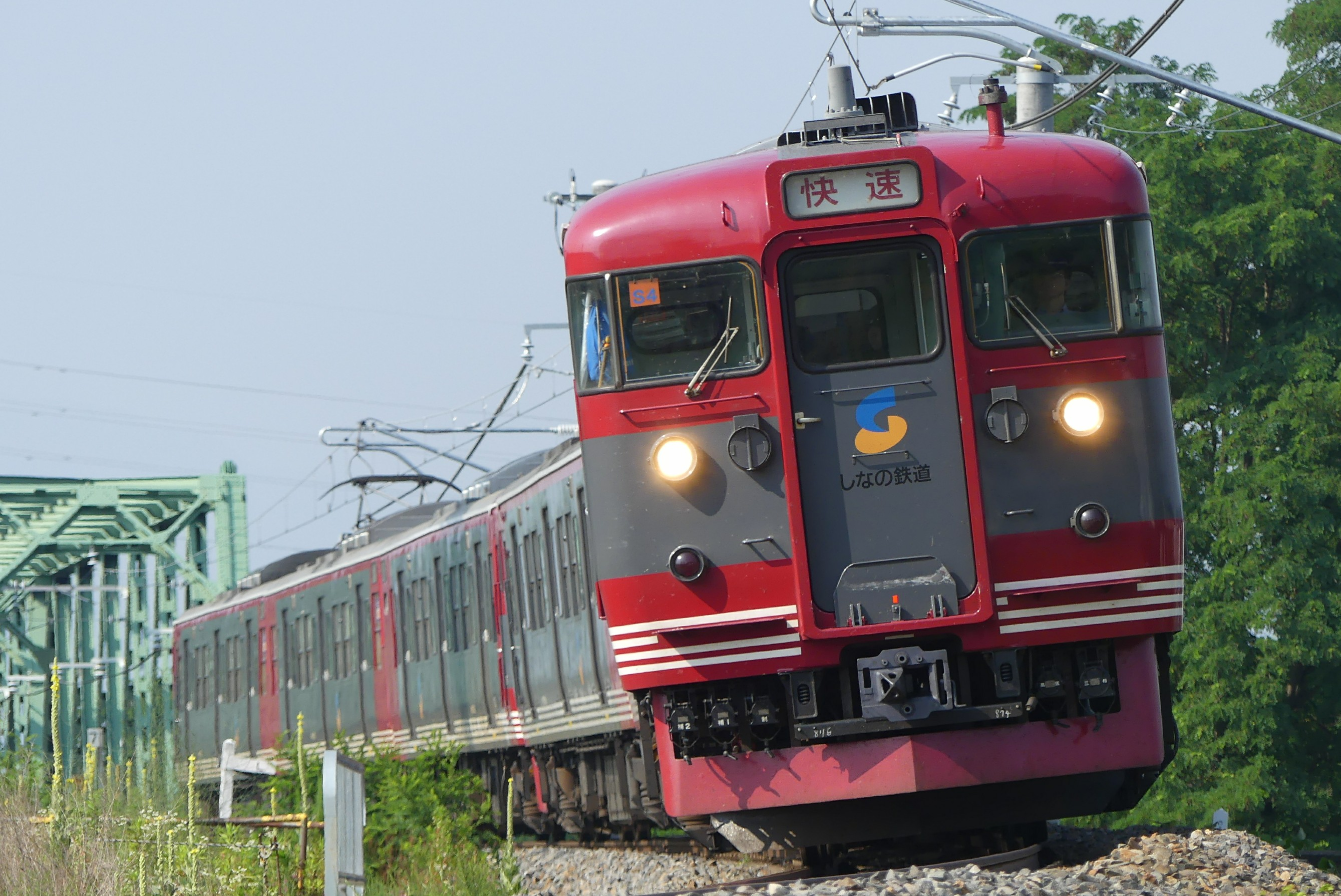
Shinano Railway série 115.
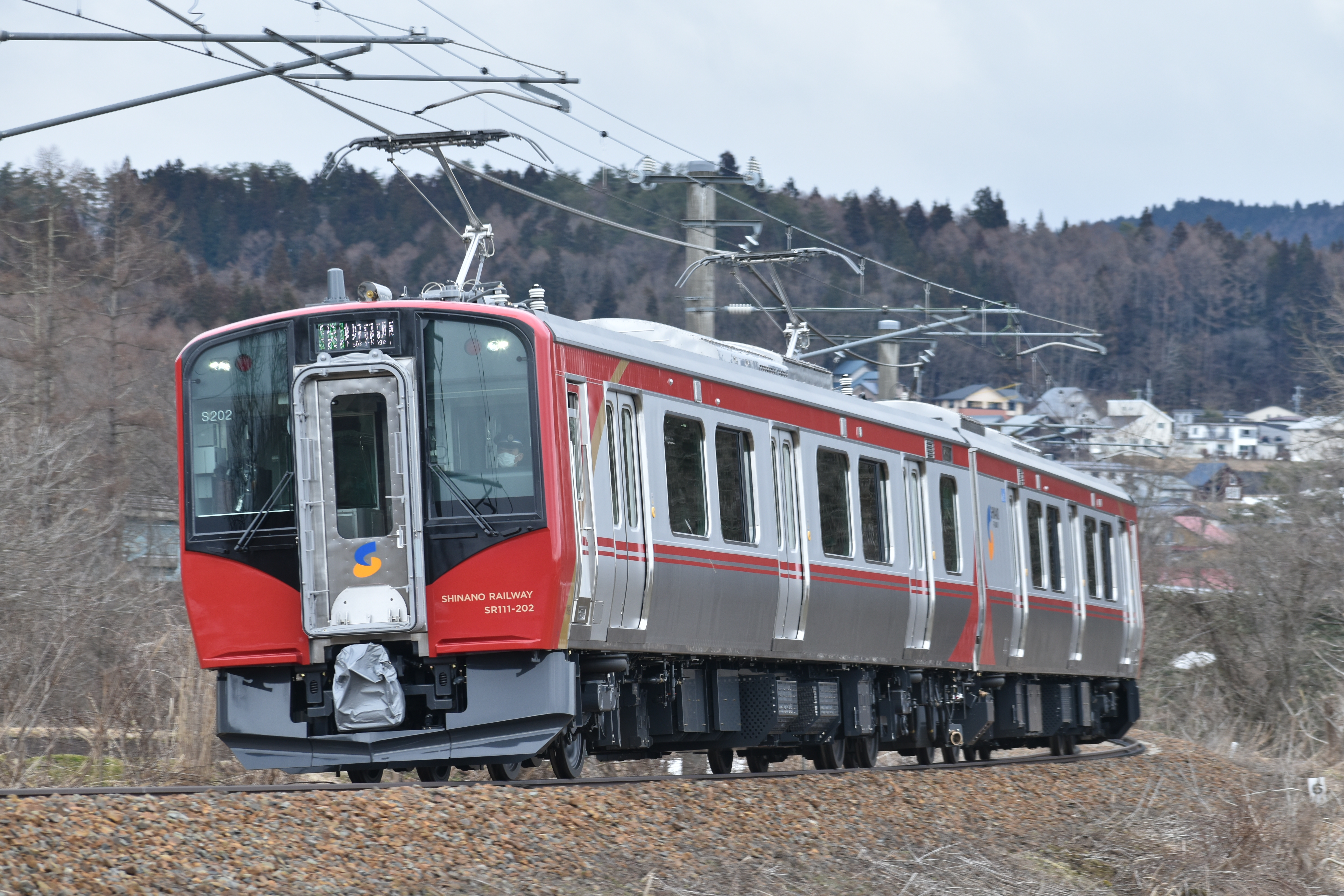
Shinano Railway série SR1.
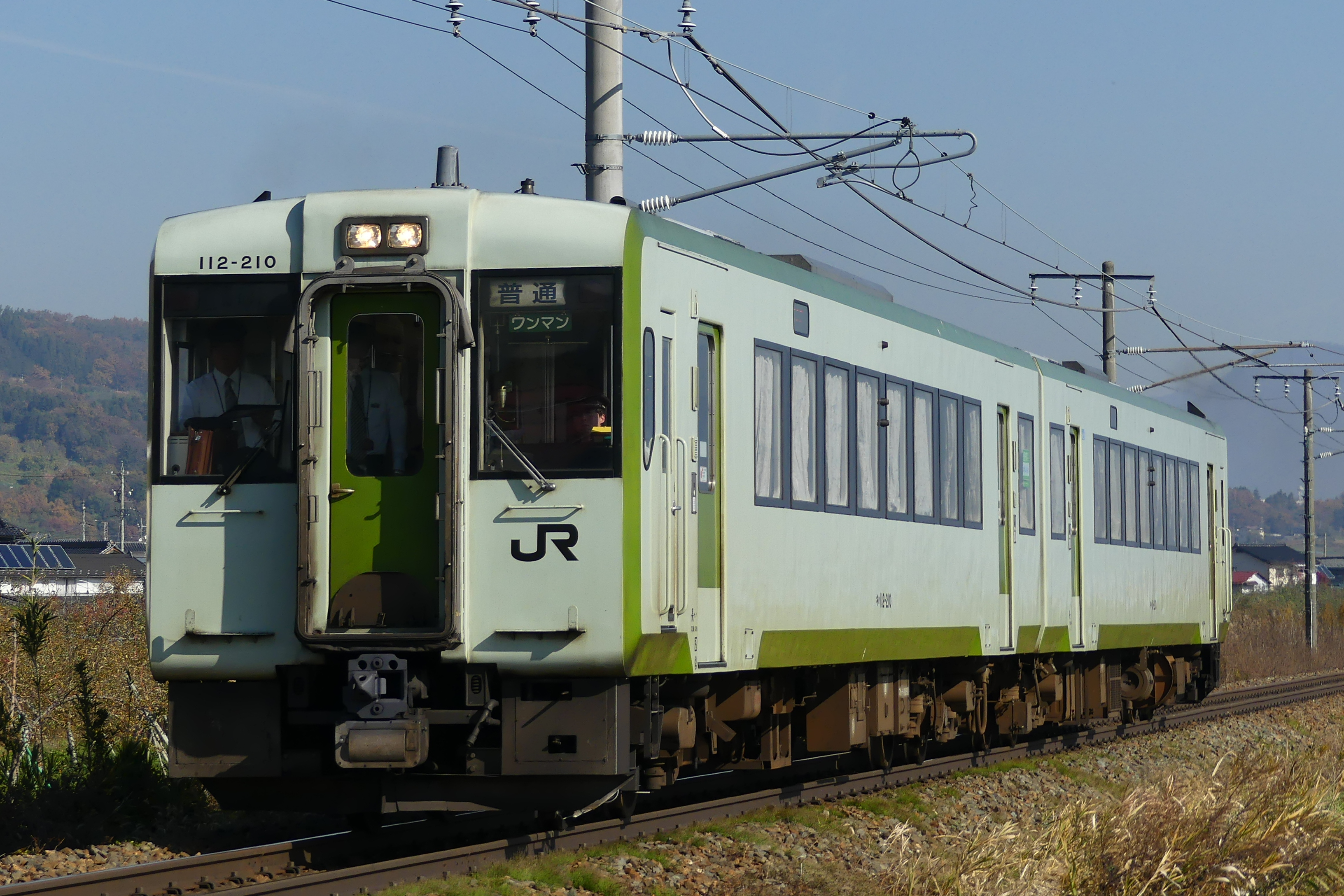
JR East série KiHa 110 (ligne Iiyama).